# 与路島
与路島（よろしま/よろじま）は、奄美群島に属する島。加計呂麻島の南方に位置し、面積は9.35km2。

## 概要

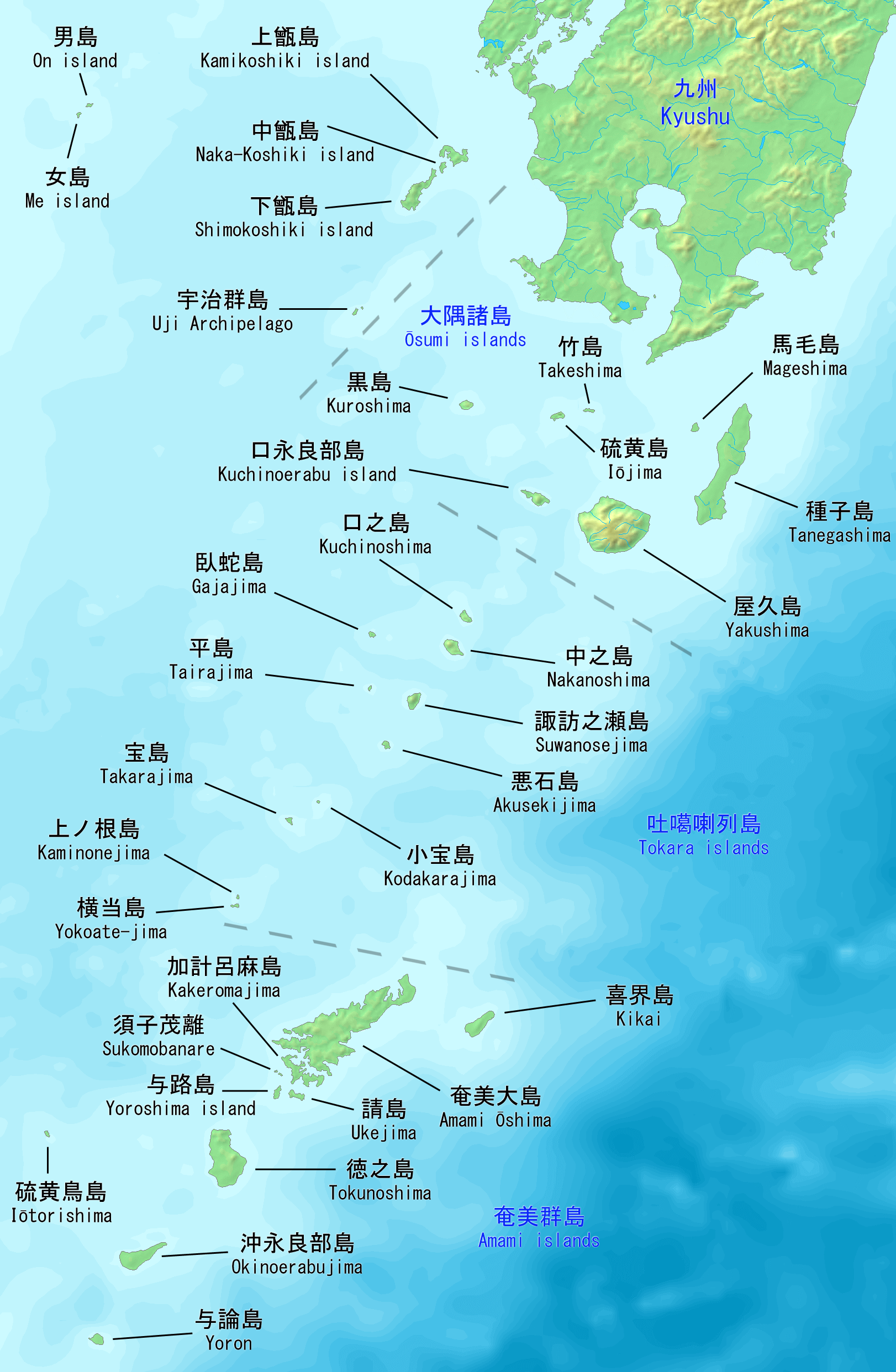
奄美群島（薩南諸島南部）

行政区画としては与路島及び無人島のハンミャ島の全域が鹿児島県大島郡瀬戸内町の大字与路（よろ）となっている。郵便番号は894-2601。明治初期は瀬戸内町一番の人口（720人）をほこったが現在41世帯73名。島々の家々の塀は約70%が手積みの珊瑚石垣となっており、毎年7から8月に咲くサガリバナと無人島・ハンミャ島が有名でその景観からクールジャパンアワード2017を受賞した。

## 自然
面積は奄美群島の有人島の中で最も小さな島であるが、充実した自然を有する。ハブが生息する為、隣の請島と同様に、集落には「用心棒」（「ハブ棒」とも）と呼ばれるハブを退治する為の棒が立てかけてある。リュウキュウイノシシも生息する。また、隣の請島とは自然の様子が若干異なり、奄美大島と徳之島に見られる特徴が混在している。
周囲は岩場が多く、ウス瀬、立瀬、平瀬、アー崎、中崎、鏡崎、青尻崎、潮早之鼻などと呼ばれる釣りポイントがある。ハタ類、スマガツオ、ウメイロなどが釣れる。
請島とのあいだにあるハンミャ島（はんみゃじま、無人島）は、海砂が斜面にまで広がっており、景勝地として知られる。

## 産業
珊瑚礁が有名なポイントが数多く存在しダイビング・スノーケリングや釣りの場として有名で 観光協会を中心としたペンションや民宿の他、高級インバウンド向け一軒宿も近年開設され観光業に近年注力している。漁業が1軒と牛農家が7軒、鶏卵農家1軒と第一次産業の従事者も多く、活気がある。
ノエビア（化粧品メーカー）の研究施設があり、トカラ列島付近の海水を利用した製品を加工している。

## 交通
瀬戸内町の中心地古仁屋港から1日1〜2便出ている町営連絡船「せとなみ」が、請島を経由して約100分で結ぶ（早朝の直行の場合は約50分）。外海を通る航路のため、波高10mで欠航となるが、欠航の頻度は比較的高い。与路港には町営定期船与路待合所がある。また、古仁屋港から海上タクシーの利用も可能で、釣客などが利用している。

## 行政
し尿処理などのための、「瀬戸内町(与路島・請島)廃棄物処理手数料徴収条例」が制定されている。

## 教育
- 瀬戸内町立与路小中学校 - 児童、生徒が少ないため、山村留学を受け入れている。

## 医療
- 瀬戸内町立へき地診療所

## 行事
- 船漕ぎ大会 - 5月開催。

## 受賞
- 「サガリバナとサンゴ石垣とハンミャ島」がCOOL JAPAN AWARD 2017を受賞。

## その他

### ゆかりの人物
与勇輝（人形作家）の両親の出身地である。また、演歌歌手徳永ゆうきの祖父の出身地である。

### 建築・展示場
2019年3月に瀬戸内町と地域活性化連携包括協定を締結する(株)TARGET社が、鎮西村元村長の敷地で元・与路島郵便局の信川邸を譲り受け、室内をクールジャパンアワードの受賞商品であしらったCJCASAaoaoを竣工した。

### 与路島請島観光商工協会(旧与路島観光協会)
与路島と請島の観光及び商工に関して島民、事業者、団体、行政が協働のもと推進し様々な地域資源を活用し先代からの文化と素晴らしい自然を守りつつ、訪れる人にも住む人にとっても魅力ある島作りを目指して、2020年6月30日に与路島請島観光商工協会が設立される。
*2021年、与路島観光協会が与路島請島観光商工協会に発展。

## ギャラリー

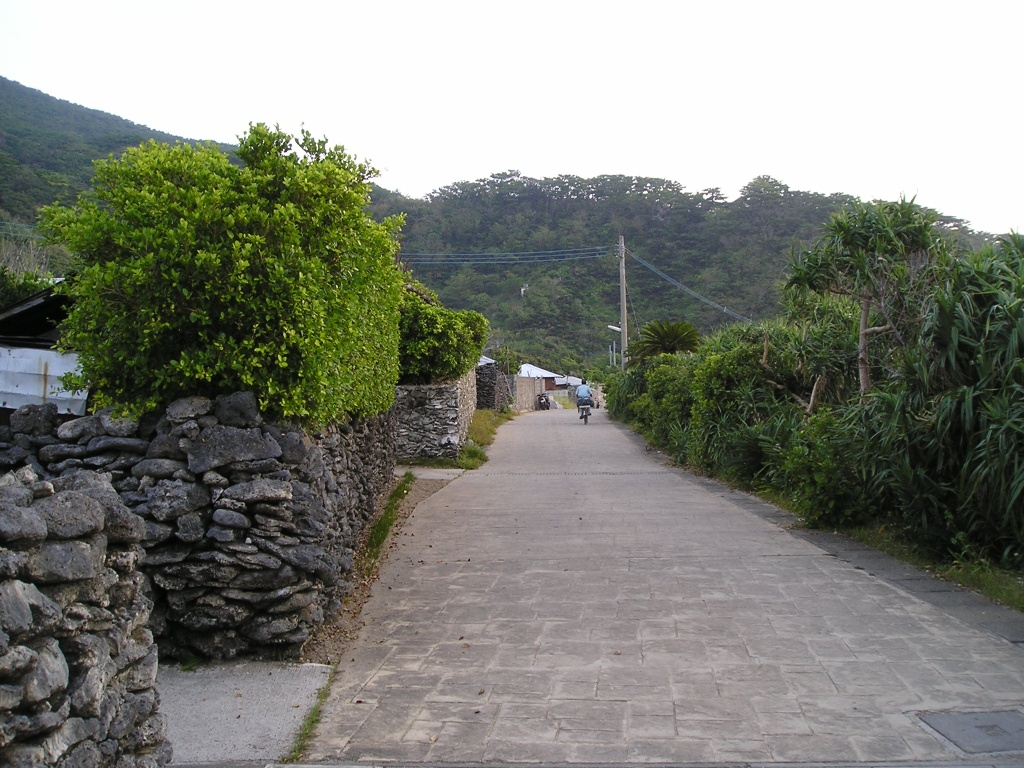
与路集落の風景
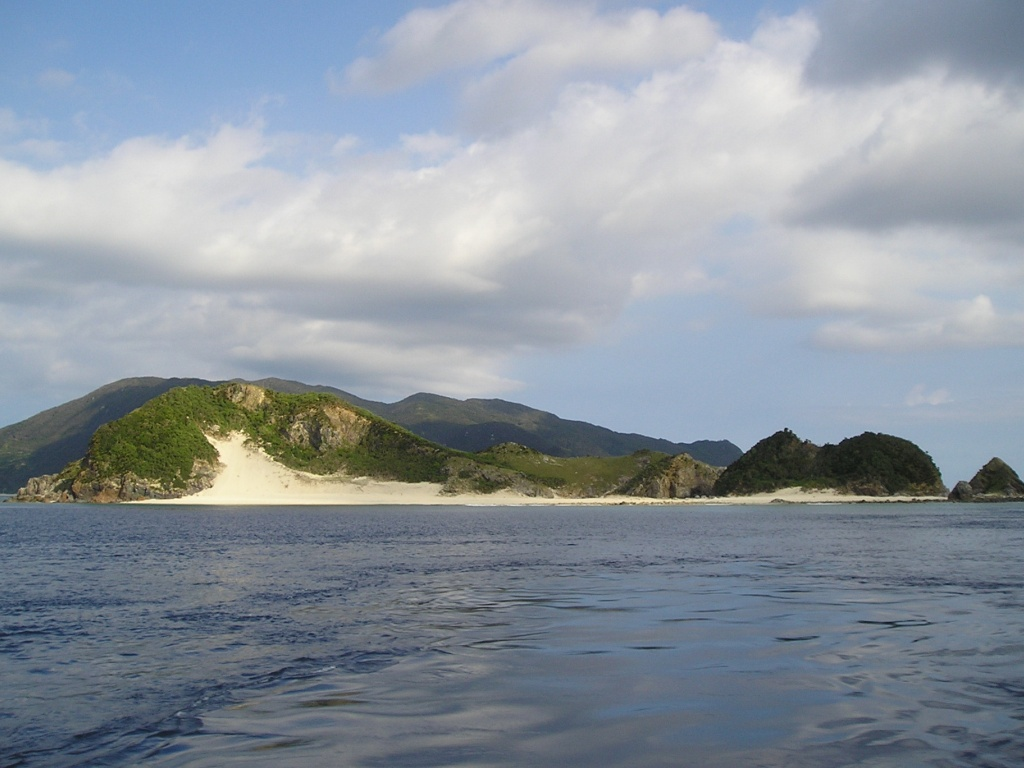
東側に対峙するハンミャ島
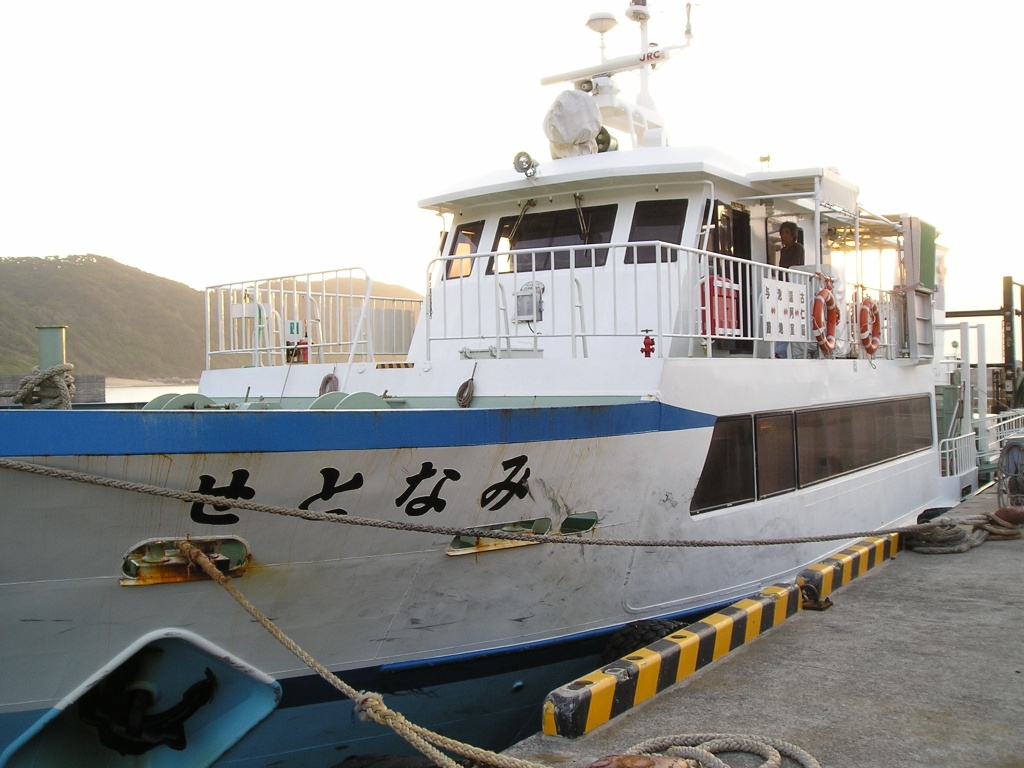
町営連絡船「せとなみ」
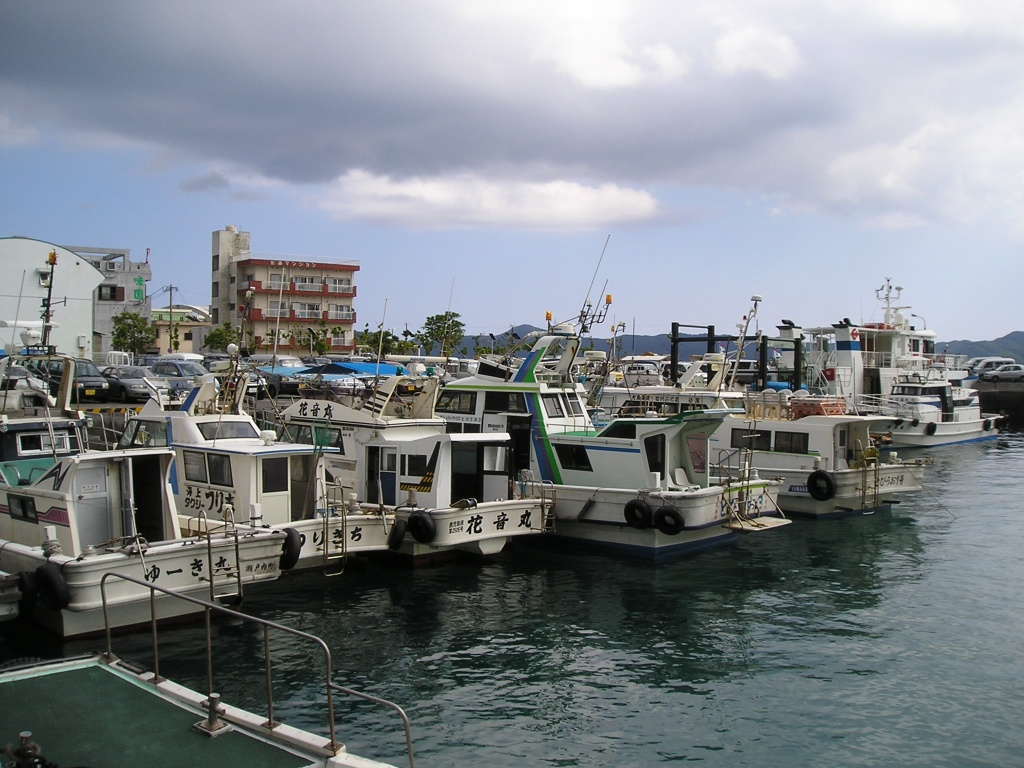
待機中の海上タクシー（古仁屋にて）